# Charleston, Utah
Charleston är en ort i Wasatch County i delstaten Utah, USA.